# Arasiramani
Arasiramani é uma panchayat (vila) no distrito de Salem , no estado indiano de Tamil Nadu.

## Demografia
Segundo o censo de 2001,  Arasiramani  tinha uma população de 13,822 habitantes. Os indivíduos do sexo masculino constituem 53% da população e os do sexo feminino 47%. Arasiramani tem uma taxa de literacia de 44%, inferior à média nacional de 59.5%; com 66% para o sexo masculino e 34% para o sexo feminino. 10% da população está abaixo dos 6 anos de idade.